# Phelsuma gigas
Phelsuma gigas is een hagedis die behoort tot de gekko's. Het is een van de soorten madagaskardaggekko's uit het geslacht Phelsuma.

## Naam en indeling
De wetenschappelijke naam van de soort werd voor het eerst voorgesteld door François Liénard de la Mivoye in 1842. Later werd de wetenschappelijke naam Gecko newtoni gebruikt.
De soortaanduiding gigas is afgeleid van de reus Gigas, deze naam wordt wel meer gebruikt voor dieren die veel groter worden als hun verwanten.

## Uiterlijke kenmerken
Phelsuma gigas bereikte een kopromplengte tot 19 centimeter en een totale lichaamslengte inclusief staart tot 44 cm. Het was hiermee een van de grootste madagaskardaggekko's.

## Verspreiding en habitat
De gekko kwam endemisch voor op de eilandengroep Mascarenen, en alleen op het eiland Rodrigues. De habitat bestond uit droge tropische en subtropische bossen.

## Beschermingsstatus
Door de internationale natuurbeschermingsorganisatie IUCN wordt de soort beschouwd als volledig uitgestorven (Extinct of EX). De soort is alleen bekend van twaalf botten die tezamen vijf skeletdelen vertegenwoordigen. De gevonden delen zijn subfossiel, wat betekent dat ze vrij recent zijn en nog niet gefossiliseerd.